# Нортам (Австралия)
Нортам (англ. Northam) — город в Австралии в штате Западная Австралия.
Расположен у слияния рек Эйвон и Мортлок примерно в 97 км северо-восточнее столицы штата города Перт.
Находится на высоте 170 м.
Население на 2021 год составляет 6679 человек.

## История
Территория вокруг Нортама была впервые исследована в 1830 году группой колонистов во главе с Робертом Дейлом, где в 1833 году был основан населённый пукт. Назван губернатором Джеймсом Стирлингом, в честь одноименной деревни в Девоне, Англия. Почти сразу стал отправной точкой для исследователей и поселенцев, которых интересовали земли, лежащие на востоке Австралии.
В 1940-х и 1950-х годах в Нортаме были большие лагеря для перемещённых лиц и иммигрантов из континентальной Европы, которые закрылись в сентябре 1951 года. Это было место жительства в Австралии примерно для 15 000 иммигрантов из стран Балтии, Венгрии, Польши, Чехословакии, Италии, Югославии, Украины, Белоруссии и Болгарии. 

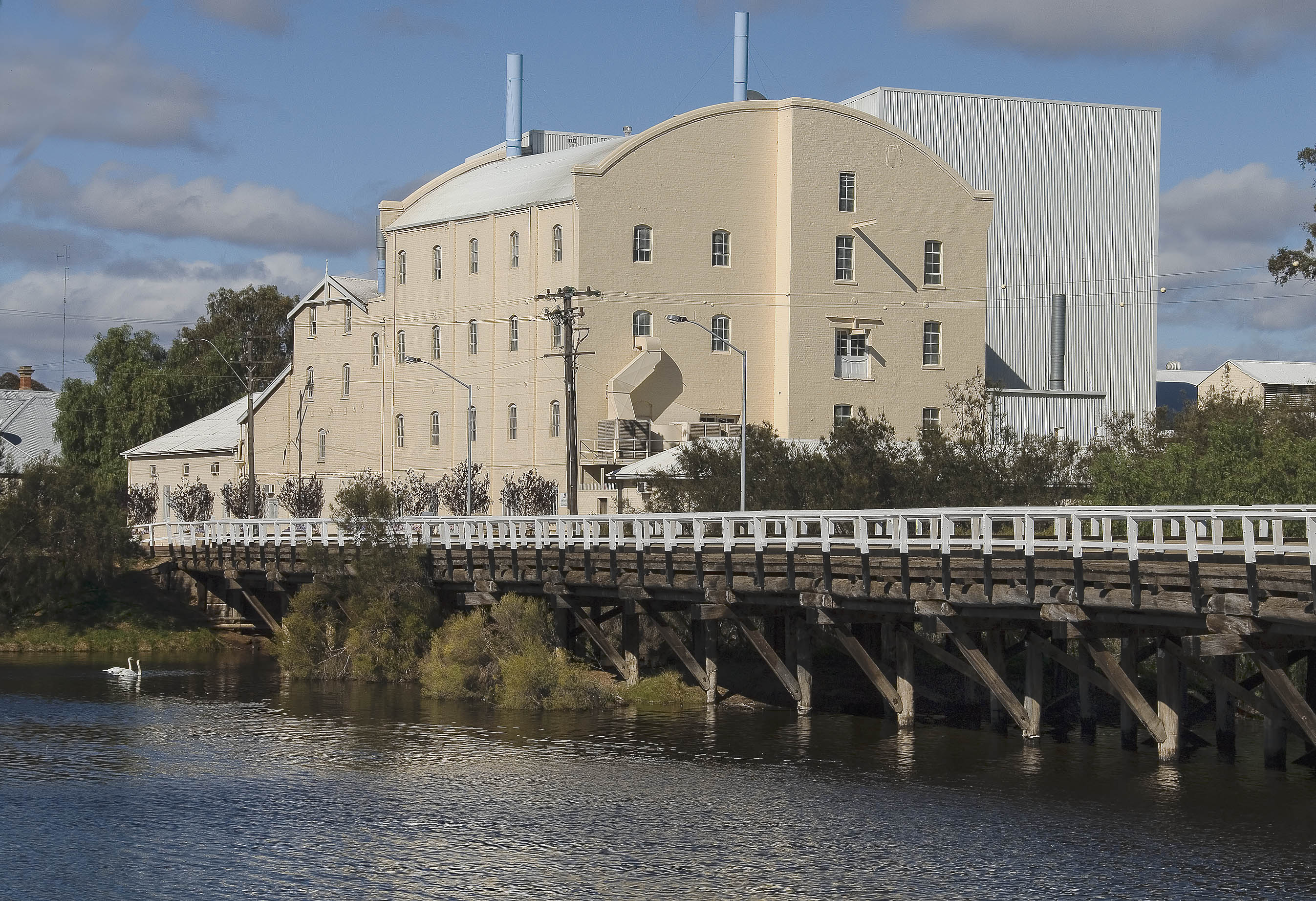
Мукомольный завод Нортам и мост на р. Эйвон
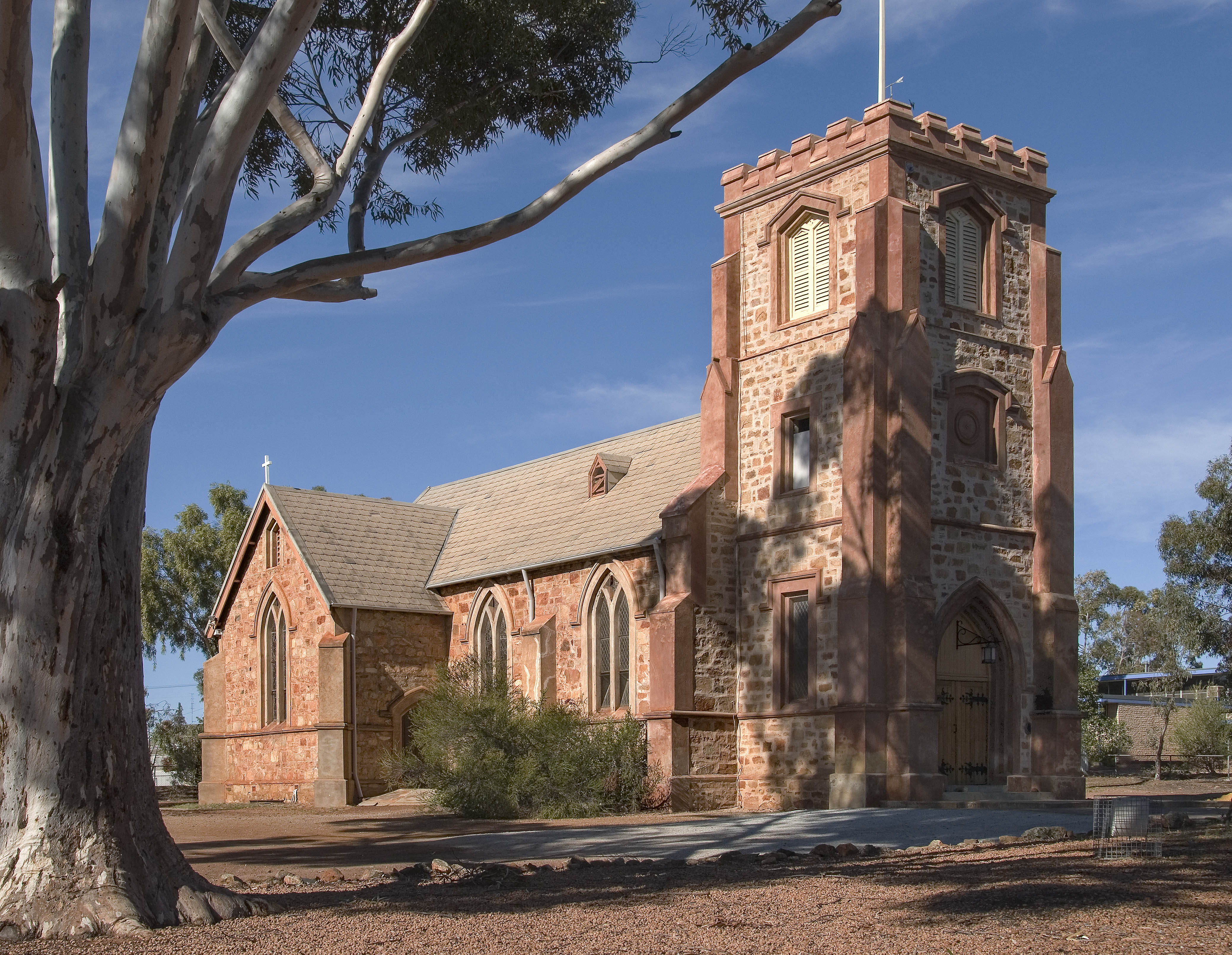
Церковь Святого Иоанна (1890)
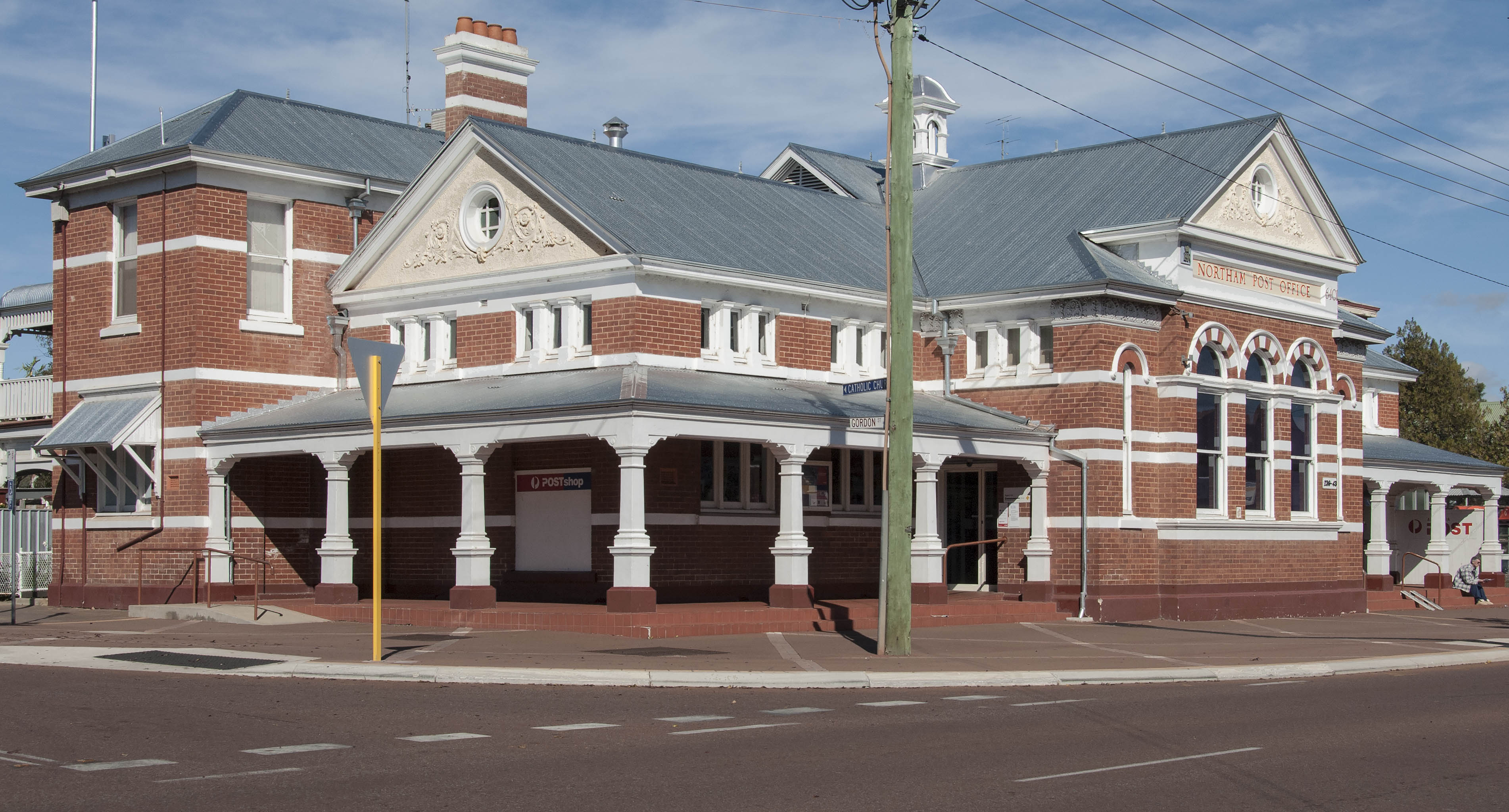
Почтовое отделение города (1909)
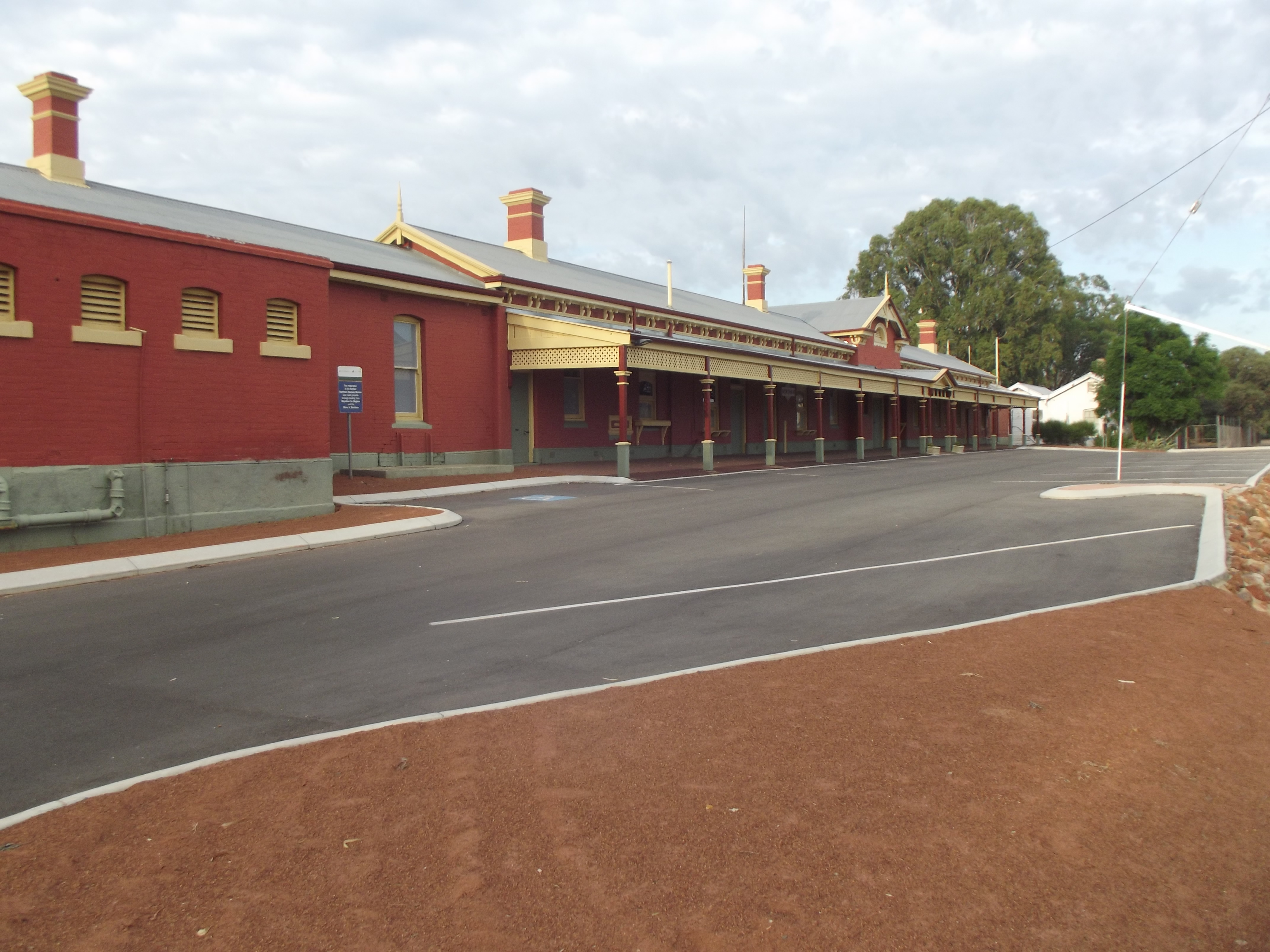
Старый железнодорожный вокзал

Город и внутренние районы Нортама расположены в долине реки Эйвон. Его периодически затапливает, построены искусственные берега для защиты города от затопления. 
Через реку сооружён подвесной пешеходный мост длиной 117 метров, это самый длинный такой мост в Австралии. 
В Нортаме средиземноморский климат с жарким сухим летом и прохладной влажной зимой.
В городе есть ряд туристических достопримечательностей, в том числе полеты на воздушном шаре, винодельни, кафе и рестораны, музеи, отели и мотели.

## Знаменитые уроженцы
- Тросселл, Хьюго (1884—1933) — австралийский офицер, кавалер Креста Виктории.
- Карлин, Бен (1912—1981) — австралийский путешественник.

## Умершие в Нортаме
- Тросселл, Джордж (1840—1910) — австралийский государственный деятель.